# 罗斯·怀特
罗斯·怀特（英語：Ross Whyte，1998年8月31日—），苏格兰男子冰壶运动员。他曾代表英国参加2022年冬季奥林匹克运动会冰壶比赛，获得一枚银牌。他也曾参加2016年冬季青年奥林匹克运动会。